# Římskokatolická farnost Nicov u Stach
Římskokatolická farnost Nicov u Stach je zaniklým územním společenstvím římských katolíků v rámci prachatického vikariátu Českobudějovické diecéze. Farnost zanikla k 31. prosinci 2019, od 1. ledna 2020 je jejím právním nástupcem Římskokatolická farnost Stachy.

## O farnosti

### Historie
V osadě Nicov, zmiňované v roce 1296 v majetku benediktinského kláštera Ostrov, existovala plebánie již ve 14. století, roku 1356 je při místním kostele svatého Martina uváděn farář. Lokálie později zanikla a ves se v roce 1584 stala filiálkou farnosti Kašperské Hory. Roku 1787 zde byla zřízena lokálie s vlastním knězem, povýšená v roce 1857 na samostatnou farnost. V letech 1940–1945 byla farnost nuceně spravována z Pasovské diecéze. Po druhé světové válce byla navrácena Českobudějovické diecézi.
Před zrušením farnosti zde duchovní správu vykonávali:
- do 30. června 2009 P. Mgr. Robert Konrad Paruszewski
- 1. července 2009 – 31. srpna 2014 P. Mgr. Michal Pulec
- 1. září 2014 – 30. září 2015 P. Jan Bláha
- 1. října 2015 – 13. srpna 2016 P. Mg. Petr Misař
- od 14. srpna 2016 P. Mgr. Jaromír Stehlík

| Fotografie | Kostel                         | Místo    | Bohoslužba         | Bohoslužba    | Poznámka            |
| ---------- | ------------------------------ | -------- | ------------------ | ------------- | ------------------- |
|            | Kaple svatého Jana Nepomuckého | Milov    | nelze sloužit      | nelze sloužit | zbořená kaple       |
|            | Kostel svatého Martina         | Nicov    | 1. sobota v měsíci | 16.00         | bývalý farní kostel |
|            | Kaple                          | Řetenice | neslouží se        | neslouží se   | kaple               |
|            | Kaple                          | Studenec | neslouží se        | neslouží se   | kaple               |